# 歐洲聯盟指令第2014/65/EU號
歐洲聯盟指令第2014/65/EU號（英語：Directive 2014/65/EU）通常稱為MiFID 2（Markets in Financial Instruments Directive 2，中文譯作「金融商品市場指令II」或「金融工具市場指令II」）是欧洲联盟的一種法律行為，它與歐洲聯盟法規第600/2014號（Regulation (EU) No 600/2014）一起為證券市場、投資仲介機構和交易場所提供了法律框架。